# Ustrzyki Dolne (công xã)
Gmina Ustrzyki Dolne là một vùng thành thị-nông thôn (công xã) ở Bieszczady, Subcarpathian Voivodeship, ở phía đông nam Ba Lan. Khu hành chính của nó là thị trấn Ustrzyki Dolne, nằm cách khoảng 80 kilômét (50 mi) về phía đông nam của thủ đô khu vực Rzeszów.
Gmina có diện tích 477,7 kilômét vuông (184,4 dặm vuông Anh) và tính đến năm 2006, tổng dân số của nó là 17.623 (trong đó dân số của Ustrzyki Dolne lên tới 9,478, và dân số của vùng nông thôn của Gmina là 8.145).
Gmina gồm một phần của khu vực được bảo vệ gọi là Công viên cảnh quan núi Słonne.

## Làng
Ngoài thị trấn Ustrzyki Dolne, Gmina Ustrzyki Dolne gồm các làng và các khu định cư của Arłamów, Bandrów Narodowy, Brelików, Brzegi Dolne, Dźwiniacz Dolny, Grąziowa, Hoszów, Hoszowczyk, Jałowe, Jamna Dolna, Jamna Gorna, Jureczkowa, Krościenko, Kwaszenina, Leszczowate, Liskowate, Łobozew Dolny, Łobozew Gorny, Łodyna, Moczary, Nowosielce Kozickie, Ropienka, Równia, Serednica, Stańkowa, Teleśnica Oszwarowa, Trójca, Trzcianiec, Ustjanowa Dolna, Ustjanowa Gorna, Wojtkowa, Wojtkówka, Wola Romanowa, Zadwórze và Zawadka.

## Gmina lân cận
Gmina Ustrzyki Dolne giáp với các Gmina của Bircza, Czarna, Fredropol, Olszanica và Solina.